# 배정화
배정화(1983년 1월 14일 ~ )는 대한민국의 배우이다.

## 학력
- 동국대학교 연극영화학과 학사

## 출연작

### 영화
- 《콘돌은 날아간다》 (2013년) - 수현 역
- 《미국인 친구》 (2014년) - 혜진 역
- 《살인재능》 (2015년) - 정수진 역
- 《위대한 소원》 (2016년) - 여신 역
- 《컴, 투게더》 (2017년) - 은정 역
- 《목격자》 (2018년) - 최서연 역
- 《원더풀 고스트》 (2018년) - 도경 모 역
- 《기방도령》 (2019년) - 남씨 부인 역

### 드라마
- 《기적의 시간 로스타임》 (KBS2, 2016년) - 혜선 역
- 《사랑이 오네요》 (SBS, 2016년) - 경애 역
- 《보이스》 (OCN, 2017년) - 오수진 역
- 《내 남자의 비밀》 (KBS2, 2017년) - 양미령 역
- 《드라마 스페셜 - 정 마담의 마지막 일주일》 (KBS2, 2017년) - 어린시절 다정의 계모 역
- 《블랙》 (OCN, 2017년) - 한진숙 역
- 《프리스트》 (OCN, 2018년) - 오수민의 어머니 역
- 《해치》 (SBS, 2019년) - 채윤영 / 윤복단 역
- 《왜그래 풍상씨》 (KBS2, 2019년) - 영필의 배다른 언니 역
- 《본 대로 말하라》 (OCN, 2020년) - 차수영의 어머니 역
- 《안녕? 나야!》 (KBS2, 2021년) - 알레르기 반응을 일으킨 아이의 엄마 역 (특별출연)
- 《다크홀》 (OCN, 2021년) - 한지수 역

## 수상 및 후보
| 연도 | 시상식       | 부문                           | 작품 | 결과 |
| ---- | ------------ | ------------------------------ | ---- | ---- |
| 2019 | SBS 연기대상 | 중편드라마부문 여자 우수연기상 | 해치 | 후보 |